# Митревский, Никола
Никола Митревский (макед. Никола Митревски; род. 3 октября 1985) — македонский гандболист, вратарь клуба «Порту» и сборной Македонии.

## Карьера

### Клубная
Занимается гандболом с 13 лет. Первый клуб — «Пелистер» из Битолы, первый тренер — Боро Чурлевский. Выступал также за команды «Радовиш», «Младост» и «Вардар». В составе «Металурга» с 2010 года.

### В сборной
В сборной провёл 21 игру. Участник чемпионата мира 2013 года.